# TOHOシネマズみゆき座
TOHOシネマズみゆき座（トウホウシネマ みゆきざ、TOHO CINEMAS MIYUKIZA）は、日比谷（東京都千代田区）に所在していたTOHOシネマズ株式会社運営の映画館。現在のTOHOシネマズ日比谷・スクリーン13に当たる。
館名は、東宝会館・東京宝塚ビルが面しているみゆき通りに由来する。かつては東宝会館（旧東宝本社ビル）地下1階にあり、日比谷映画（現：シアタークリエ）と共に運営され、数々のヒット作を上映してきた。その後のみゆき座は「日比谷スカラ座②」が館名を継承した2代目であり、TOHOシネマズスカラ座と共に東京宝塚劇場ビルに同居する形で地下2階に所在した。

## 沿革
- 1934年（昭和9年）1月 東京宝塚劇場がオープン。
- 1955年（昭和30年） 東京宝塚ビルに「日比谷スカラ座」オープン。（オープニング作品「戦略空軍命令」）
- 1957年（昭和32年）4月14日 東宝会館（東宝本社ビル）が完成し、映画館「みゆき座」オープン。こけら落としは「曙荘の殺人」（野村浩将監督）[2]。
- 1962年（昭和37年）4月20日 この日封切の「私生活」（ルイ・マル監督）より外国映画のロードショー上映を開始[2]。
- 1971年（昭和46年）2月1日 みゆき座に日本初となるノンリワインド映写機を導入する。
- 1974年（昭和49年）12月21日 シルビア・クリステル主演の「エマニエル夫人」封切。みゆき座だけで37万人以上を動員する大ヒットとなる。
- 1997年（平成9年） 東京宝塚ビル建て替えのため「日比谷スカラ座」閉館。（最終上映作品「エアフォース・ワン」）
- 2000年（平成12年）12月16日 新しくなった東京宝塚ビルに「日比谷スカラ座1」「日比谷スカラ座2」オープン。
（オープニング作品「シックス・デイ」、「ウーマン・オン・トップ」）
- 2005年（平成17年）3月31日 東宝会館の老朽化による建て替えのため「みゆき座」閉館。
- 2005年（平成17年）4月1日 「日比谷スカラ座2」が「みゆき座」に、「日比谷スカラ座1」が「日比谷スカラ座」に改称。
- 2006年（平成18年）10月 運営会社がTOHOシネマズ株式会社に移管される。
- 2007年（平成19年）10月 東宝会館跡地に東宝シアタークリエビル完成（同ビルに映画館はない）。
- 2009年（平成21年）2月3日 「みゆき座」が「TOHOシネマズみゆき座」に、「日比谷スカラ座」が「TOHOシネマズスカラ座」に改称。
- 2011年（平成23年）2月5日～2013年（平成25年）2月15日  TOHOシネマズみゆき座にて『午前十時の映画祭』を開催する。
- 2018年（平成30年）
  - 2月2日 この日まで上映された「パディントン2」（ポール・キング監督）を最後にTOHOシネマズみゆき座としての営業を終了。
  - 3月29日 TOHOシネマズ日比谷 Screen13に改称。座席数が184から108に減少[1]。

## データ
| 館名                                                 | 所在地                                                       | 座席数                            |
| ---------------------------------------------------- | ------------------------------------------------------------ | --------------------------------- |
| みゆき座（初代）                                     | 東京都千代田区有楽町1丁目2-1 東宝会館（東宝本社ビル）地下1階 | 810席（1957年） ↓ 756席（2004年） |
| スカラ座2 ↓ みゆき座（2代目） ↓ TOHOシネマズみゆき座 | 東京都千代田区有楽町1丁目1-3 東京宝塚ビル地下1階             | 184席 （固定席183、車椅子席1）    |
| TOHOシネマズ日比谷 Screen13                          | 東京都千代田区有楽町1丁目1-3 東京宝塚ビル地下1階             | 108席 （固定席106、車椅子席2）    |

## 概要
初代のみゆき座は元々大映映画の封切館としてスタートしたが、1962年から洋画ロードショー館に転向。主に女性向けの洋画を中心に上映する、東宝洋画系公開のチェーンのチェーンマスターであった。
一方、新築になった東京宝塚劇場ビルの地下1階に2000年に開場した『スカラ座②』は、183席という規模の小ささからか、みゆき座やシャンテ シネ（現在のTOHOシネマズシャンテ）よりも小粒のミニシアター作品を上映。その後旧みゆき座の閉館に伴って2005年4月1日より、スカラ座②を『みゆき座』に改称。さらに2009年2月3日から『TOHOシネマズ みゆき座』に改称され、TOHOシネマズ名のシネコン同様にインターネットチケット販売「vit」、ポイントカード「シネマイレージカード」が導入された。
2011年2月5日より2年間『午前十時の映画祭』を開催した都合上、同館をチェーンマスターに上映した新作映画がほとんどない状況が続いた（その間TOHOシネマズ六本木ヒルズがみゆき座で上映されるような邦画・洋画の代替機能を請け負っていた）が、2013年2月15日封切の「レッド・ライト」（ロドリゴ・コルテス監督）より再び洋画ロードショーを再開。その後は「それでも夜は明ける」「スポットライト 世紀のスクープ」といったアカデミー作品賞受賞作や、「ハンガー・ゲームシリーズ」（2・3・4作目）「スター・トレック BEYOND」等のアクション映画の上映が目立った。
2018年3月29日に開業する東京ミッドタウン日比谷内にTOHOシネマズ日比谷が開業するのに合わせて、スカラ座と共に改修しTOHOシネマズ日比谷に合併、一体運営されることになり、みゆき座は2018年2月2日の上映を最後に休館し、翌2月3日から『TOHOシネマズ日比谷』開業に向けて改築工事に入った。これにより『TOHOシネマズ日比谷 SCREEN13』に改称され、51年間続いた『みゆき座』の名称は消滅した。

## 主な上映作品

### スカラ座2時代（2000年12月～2005年3月）
- 2000年 ウーマン・オン・トップ（オープニング上映作品）
- 2001年 僕たちのアナ・バナナ、すべての美しい馬、クイルズ
- 2002年 プリティ・プリンセス
- 2003年 踊る大捜査線 BAYSIDE SHAKEDOWN 2
- 2004年 ガーフィールド、誰にでも秘密がある（旧みゆき座と同時上映）、犬夜叉 紅蓮の蓬莱島&劇場版 とっとこハム太郎 はむはむぱらだいちゅ! ハム太郎とふしぎのオニの絵本塔
- 2005年 レイクサイド マーダーケース、ロックマンエグゼ&デュエル・マスターズ（スカラ座2時代最後の作品）

### みゆき座に館名変更後（2005年4月～ ）
- 2005年4月 - 世界で一番パパが好き!（新みゆき座のオープニング上映作品）
- 2005年6月 - 最後の恋のはじめ方
- 2005年7月 - ハービー/機械じかけのキューピッド
- 2006年1月 - プルーフ・オブ・マイ・ライフ
- 2006年3月 - THE MYTH/神話
- 2006年6月 - インサイド・マン
- 2006年7月 - M:i:III（日劇1（現・TOHOシネマズ日劇)スクリーン1）と同時上映）
- 2006年8月 - ユナイテッド93
- 2006年9月 - もしも昨日が選べたら
- 2007年5月 - スパイダーマン3（日劇1上映後のムーブオーバー作品）
- 2007年7月 - 傷だらけの男たち
- 2007年9月 - 西遊記（スカラ座(現・TOHOシネマズスカラ座)上映後のムーブオーバー作品）、デス・プルーフ in グラインドハウス&プラネット・テラー in グラインドハウス
- 2007年11月 - HERO（TOHOシネマズスカラ座上映後のムーブオーバー作品）
- 2007年12月 - スマイル 聖夜の奇跡
- 2008年1月 - ALWAYS 続・三丁目の夕日（日劇2(現・TOHOシネマズ日劇スクリーン2)上映後の有楽座(現・TOHOシネマズ有楽座)からのムーブオーバー作品）、Mr.ビーン カンヌで大迷惑?!
- 2008年2月 - アース（TOHOシネマズスカラ座上映後のムーブオーバー作品）、いつか眠りにつく前に
- 2008年3月 - 燃えよ!ピンポン
- 2008年8月 - インディ・ジョーンズ/クリスタル・スカルの王国（TOHOシネマズ日劇スクリーン1上映後のムーブオーバー作品）
- 2008年10月 - 私がクマにキレた理由
- 2008年11月 - かけひきは、恋のはじまり
- 2008年12月 - 容疑者Xの献身（日劇2→3(現・TOHOシネマズ日劇2・3)上映後のシャンテ シネ(現・TOHOシネマズシャンテ)からのムーブオーバー作品）、崖の上のポニョ（TOHOシネマズスカラ座上映後のムーブオーバー作品）
- 2009年1月 - ミーアキャット

### TOHOシネマズみゆき座に館名変更後（2009年2月3日～ ）
- 2009年1月 - レッドクリフ Part I（TOHOシネマズ日劇スクリーン1、TOHOシネマズシャンテからのムーブオーバー作品）、ザ・ローリング・ストーンズ シャイン・ア・ライト（TOHOシネマズ日劇からのムーブオーバー作品）
- 2009年2月 - フェイク シティ ある男のルール
- 2009年3月 - パッセンジャーズ
- 2009年4月 - マンマ・ミーア!（TOHOシネマズ日劇スクリーン1、TOHOシネマズシャンテからのムーブオーバー作品）、マーリー 世界一おバカな犬が教えてくれたこと（TOHOシネマズスカラ座からのムーブオーバー作品）
- 2009年5月 - デュプリシティ 〜スパイは、スパイに嘘をつく〜
- 2009年6月 - レッドクリフ Part II（TOHOシネマズ日劇スクリーン1からのムーブオーバー作品）、余命1ヶ月の花嫁（TOHOシネマズ日劇スクリーン2からのムーブオーバー作品）
- 2009年7月 - ウィッチマウンテン/地図から消された山、愛を読むひと（TOHOシネマズスカラ座からのムーブオーバー作品）
- 2009年8月 - トランスフォーマー: リベンジ（TOHOシネマズ日劇スクリーン2からのムーブオーバー作品）、ボルト（字幕版、TOHOシネマズ日劇スクリーン3と同時上映）、宇宙へ。
- 2009年9月 - アマルフィ 女神の報酬（TOHOシネマズスカラ座からのムーブオーバー作品）、マーシャル博士の恐竜ランド
- 2009年10月 - 20世紀少年 最終章 -ぼくらの旗-（TOHOシネマズ日劇スクリーン2からのムーブオーバー作品）、パイレーツ・ロック
- 2009年11月 - カイジ 人生逆転ゲーム（TOHOシネマズ日劇スクリーン2からのムーブオーバー作品）
- 2009年12月 - 沈まぬ太陽（TOHOシネマズスカラ座からのムーブオーバー作品）
- 2010年1月 - キャピタリズム〜マネーは踊る〜（TOHOシネマズシャンテからのムーブオーバー作品）、のだめカンタービレ 最終楽章 前編 （TOHOシネマズ日劇スクリーン2からのムーブオーバー作品）
- 2010年2月 - 50歳の恋愛白書、Dr.パルナサスの鏡（TC有楽座、TCスカラ座からのムーブオーバー作品）
- 2010年3月 - ハート・ロッカー、パーシー・ジャクソンとオリンポスの神々（『ハート・ロッカー』が第82回アカデミー賞で作品賞・監督賞など計6部門を受賞したため、急遽TOHOシネマズスカラ座との入替で上映）、ダレン・シャン -若きバンパイアと奇怪なサーカス-（TOHOシネマズ日劇スクリーン1からのムーブオーバー作品）
- 2010年5月 - 運命のボタン
- 2010年6月 - マイ・ブラザー
- 2010年7月 - レポゼッション・メン、ジェニファーズ・ボディ
- 2010年8月 - カラフル
- 2010年9月 - 悪人
- 2010年10月 - アイルトン・セナ 〜音速の彼方へ
- 2010年11月 - ノーウェアボーイ ひとりぼっちのあいつ
- 2010年12月 - GAMER、きみがくれた未来
- 2011年1月 - 完全なる報復
- 2011年2月5日〜2012年1月20日 - 第二回午前十時の映画祭 何度見てもすごい50本 Series1／赤の50本

- 2012年1月 - デビルズ・ダブル -ある影武者の物語-、源氏物語 千年の謎（TC日劇スクリーン2からのムーブオーバー作品）
- 2012年2月 - ミッション:インポッシブル/ゴースト・プロトコル（TC日劇スクリーン1からのムーブオーバー作品）、ジョニー・イングリッシュ 気休めの報酬（有楽町スバル座からのムーブオーバー作品）、メランコリア
- 2012年3月3日〜2013年2月15日 - 第三回午前十時の映画祭 何度見てもすごい50本 Series2／青の50本

- 2013年2月 - レッド・ライト、パリ・オペラ座へようこそ『ドン・キホーテ』（プレ上映）
- 2013年3月 - 野蛮なやつら/SAVAGES、テッド（TCスカラ座、TC日劇スクリーン2、TC有楽座、TCシャンテからのムーブオーバー）、パラノーマン ブライス・ホローの謎（3D上映）
- 2013年4月 - レ・ミゼラブル（TC日劇スクリーン1、TCシャンテからのムーブオーバー）、パリ・オペラ座へようこそ『カルメン』、ジャッキー・コーガン
- 2013年5月 - パリ・オペラ座へようこそ『ドン・キホーテ』
- 2013年6月 - パリ・オペラ座へようこそ『カルメン』、パリ・オペラ座へようこそ『ホフマン物語』、パリ・オペラ座へようこそ『ファルスタッフ』、三波春夫『歌藝 終わり無きわが歌の道』特別シネマ公演
- 2013年7月 - パリ・オペラ座へようこそ『マーラー交響曲第3番』、パリ・オペラ座へようこそ『ヘンゼルとグレーテル』、パリ・オペラ座へようこそ『ラ・シルフィード』、パリ・オペラ座へようこそ『ジョコンダ』、モンスターズ・ユニバーシティ（TC日劇スクリーン1からのムーブオーバー）
- 2013年9月 - サイド・エフェクト
- 2013年10月 - パッション
- 2013年11月 - ゴースト・エージェント/R.I.P.D.（TC日劇スクリーン3からのムーブオーバー）、ベイビー大丈夫かっ BEATCHILD1987（TC日劇スクリーン3からのムーブオーバー）、ダイアナ（TC有楽座からのムーブオーバー）、パーシー・ジャクソンとオリンポスの神々/魔の海（3D版、TOHOシネマズスカラ座からとの入替で上映）、グリフィン家のウエディングノート
- 2013年12月 - 清須会議（TOHOシネマズ日劇・スクリーン2からのムーブオーバー）、ハンガー・ゲーム2
- 2014年1月 - アメリカン・ハッスル
- 2014年3月 - それでも夜は明ける、エージェント:ライアン（TOHOシネマズスカラ座との入替上映）
- 2014年4月 - アナと雪の女王（TC日劇スクリーン1、TCシャンテからのムーブオーバー）
- 2014年5月 - ネイチャー
- 2014年6月 - アナと雪の女王、ポリス・ストーリー/レジェンド
- 2014年7月 - 怪しい彼女
- 2014年8月 - ジゴロ・イン・ニューヨーク（TCシャンテからのムーブオーバー）、LUCY/ルーシー
- 2014年9月 - トランスフォーマー/ロストエイジ（3D / 2D版、TC日劇・スクリーン3からのムーブオーバー）
- 2014年10月 - ミリオンダラー・アーム、アバウト・タイム〜愛おしい時間について〜
- 2014年11月 - サボタージュ
- 2014年12月 - チェイス!、ビリー・エリオットミュージカルライブ リトル・ダンサー（TC日劇・スクリーン3、TC有楽座からのムーブオーバー）
- 2015年1月 - トラッシュ! -この街が輝く日まで-
- 2015年2月 - 劇場版ムーミン 南の海で楽しいバカンス
- 2015年3月 - イミテーション・ゲーム/エニグマと天才数学者の秘密
- 2015年4月 - セッション
- 2015年5月 - ブラックハット、バードマン あるいは（無知がもたらす予期せぬ奇跡）（TCシャンテからのムーブオーバー）
- 2015年6月 - ハンガー・ゲーム FINAL: レジスタンス、セッション（再上映）
- 2015年7月 - チャイルド44 森に消えた子供たち、ミニオンズ（3D吹き替え版）
- 2015年9月 - キングスマン
- 2015年10月 - ヴィジット
- 2015年11月 - ハンガー・ゲーム FINAL: レボリューション
- 2015年12月 - わたしはマララ
- 2016年1月 - クリムゾン・ピーク、パディントン
- 2016年2月 - キャロル
- 2016年3月 - リリーのすべて
- 2016年4月 - スポットライト 世紀のスクープ
- 2016年5月 - マイケル・ムーアの世界侵略のススメ
- 2016年6月 - ズートピア（字幕版、TC日劇・スクリーン3、TCシャンテからのムーブオーバー）、ダーク・プレイス
- 2016年7月 - ヤング・アダルト・ニューヨーク
- 2016年9月 - グランド・イリュージョン 見破られたトリック
- 2016年10月 - シン・ゴジラ（TCスカラ座と入れ替え上映）、BFG: ビッグ・フレンドリー・ジャイアント（TCスカラ座と入れ替え上映）、スター・トレック BEYOND
- 2016年11月 - ガール・オン・ザ・トレイン
- 2016年12月 - ドント・ブリーズ
- 2017年1月 - ダーティ・グランパ、スノーデン
- 2017年2月 - ラ・ラ・ランド
- 2017年3月 - トリプルX:再起動（一時期『ラ・ラ・ランド』と入れ替えで上映）
- 2017年4月 - バーニング・オーシャン
- 2017年5月 - カフェ・ソサエティ
- 2017年6月 - 怪物はささやく
- 2017年7月 - ジョン・ウィック:チャプター2、パイレーツ・オブ・カリビアン/最後の海賊（TOHOシネマズ日劇・スクリーン1からのムーブオーバー）
- 2017年8月 - スキップ・トレース
- 2017年9月 - スクランブル
- 2017年10月 - アトミック・ブロンド
- 2017年11月 - ドリーム（TOHOシネマズシャンテからのムーブオーバー）、不都合な真実2 放置された地球、女神の見えざる手（TOHOシネマズシャンテからのムーブオーバー）
- 2017年12月 - ユダヤ人を救った動物園 〜アントニーナが愛した命〜
- 2018年1月 - gifted/ギフテッド（TOHOシネマズみゆき座からのムーブオーバー）、カンフー・ヨガ、オリエント急行殺人事件、パディントン2（『祈りの幕が下りる時』と入れ替えで上映）

### 旧みゆき座時代（1957年4月～2005年3月）
※量が多いため、伸縮型のメニューとして掲載する。右にある[表示]をクリックすると一覧表示される。